# Faktická konzumpce
Faktická konzumpce vylučuje souběh trestných činů. Díky ní se určité jednání pachatele posoudí, jakoby spáchal např. jen jeden trestný čin, ačkoli by mohlo být teoreticky aplikováno více skutkových podstat. Tento fakt je dán tím, že některé činy pachatele jsou ve srovnání s jeho základním deliktem fakticky relativně nevýznamné, uplatní se tak i zásada de minimis non curat praetor.
V teorii se rozlišuje faktická konzumpce:
- vylučující jednočinný souběh trestných činů – např. pachatel jinému těžce ublíží na zdraví, ale je stíhán jen za trestný čin těžkého ublížení na zdraví podle § 145 trestního zákoníku, nikoli i současně za trestný čin neposkytnutí pomoci podle § 150 trestního zákoníku
- vylučující vícečinný souběh trestných činů – např. budoucí vrah si nejdříve bez povolení opatří zbraň, ale je nakonec souzen jen za trestný čin vraždy podle § 140 trestního zákoníku, nikoli i za trestný čin nedovoleného ozbrojování podle § 279 trestního zákoníku